# Nazareth (Pennsylvania)
Nazareth ist ein Borough im Northampton County im Bundesstaat Pennsylvania in den USA. Das U.S. Census Bureau hat bei der Volkszählung 2020 eine Einwohnerzahl von 6.053 ermittelt.
Der Name Nazareth geht auf die biblische Stadt gleichen Namens zurück und gehört wie Bethlehem, Emmaus und Allentown zu Städten in der Lehigh-Valley-Region, deren Namen einen christlichen Ursprung haben.

## Geschichte
Die erste Ansiedlung geht zurück auf eine Gründung von Mitgliedern der Herrnhuter Brüdergemeine – in den Vereinigten Staaten auch als Mährische Indianer bezeichnet – 1740. Unter der Führung des Predigers George Whitefield sollte eine große Siedlung auf einem 20 km² großen Areal entstehen. Aber schlechte Bodenverhältnisse und schlechtes Wetter verzögerten die Errichtung von befestigten Häusern. Erst 1743 kamen die ersten 32 Siedler aus Europa. Dann  begann jedoch ein wahrer Strom an Zuzug, vor allem von Mitgliedern der Glaubensgemeinschaft.
Bis Mitte des 19. Jahrhunderts entwickelte sich die Stadt zu einem Zentrum der deutschen Siedlungstätigkeit in Pennsylvania. Zu den Pennsylvania Dutch kamen bald Einwandererfamilien aus der Schweiz und aus dem Elsass.
Durch die Siedlungstätigkeit, vor allem evangelischer Glaubensgruppen, wurde Nazareth zu einem kirchlichen Zentrum, was sich in vielen kirchlichen Bauten für Glaubensgemeinschaften mit lutheranischem Hintergrund niederschlug.
Ende des 19. Jahrhunderts setzte im Osten von Pennsylvania die große industrielle Entwicklung ein, die auch Nazareth voll erfasste.

## Lage und Bevölkerung
Rund um Nazareth befinden sich viele Ost-West-Verbindungen, wie die Interstate 22, die US-Route 22 und die Interstate 80. Laut der Volkszählung von 2000 leben in Nazareth 6023 Personen in 2560 Haushalten.

## Motorsport
In unmittelbarer Nähe von Nazareth befindet sich der Nazareth Speedway auf dem Rennen der Champcar, IndyCar Series und NASCAR Busch Series ausgefahren worden sind. Der ehemalige Formel-1-Weltmeister Mario Andretti, dessen Sohn Michael und Enkel Marco leben in Nazareth.

## Industrie
Das US-amerikanische Instrumentenbau-Unternehmen Martin Guitars hat sein Hauptquartier in Nazareth.

## Persönlichkeiten
Söhne und Töchter der Stadt:
- Marco Andretti (* 1987), Automobilrennfahrer

Personen, die mit der Stadt verbunden sind:
- Peter Böhler (1712–1775), deutscher evangelischer Missionar, Mitbegründer der Stadt 1742 und Bischof der Herrnhuter Brüdergemeine
- Christian Friedrich/Frederick Martin (1796–1873), Musikinstrumentenbaumeister, Gründer der Traditionsmarke C. F. Martin & Co.
- Charles Godfrey Gunther (1822–1885), Politiker, Bürgermeister der Stadt New York (1864–1866); absolvierte das Moravian Institute in Nazareth
- Gustav A. Schneebeli (1853–1923), deutschamerikanischer Unternehmer und Politiker
- Kate Micucci (* 1980), Schauspielerin, Synchronsprecherin, Komikerin sowie Singer-Songwriterin; wuchs in Nazareth auf